# Horní Morava
Horní Morava este o arie protejată (arie specială de conservare — SAC, sit de importanță comunitară — SCI) din Republica Cehă întinsă pe o suprafață de 9,37 ha, integral pe uscat.

## Localizare
Centrul sitului Horní Morava este situat la coordonatele 49°55′33″N 16°55′15″E / 49.925833°N 16.920833°E.

## Înființare
Situl Horní Morava a fost declarat sit de importanță comunitară în aprilie 2005 pentru a proteja 1 specie de animale. Situl a fost protejat și ca arie specială de conservare în mai 2016.

## Biodiversitate
Situată în ecoregiunea continentală, aria protejată nu include niciun habitat protejat.
La baza desemnării sitului se află o specie protejată de  pești: cicar (Lampetra planeri).